# Dysdera ramblae
Dysdera ramblae este o specie de păianjeni din genul Dysdera, familia Dysderidae, descrisă de Arnedo, Oromí și Ribera, 1997.
Este endemică în Insulele Canare. Conform Catalogue of Life specia Dysdera ramblae nu are subspecii cunoscute.